# Кронштадт (серия паромов-ледоколов)
«Кронштадт» — серия автомобильно-пассажирских паромов-ледоколов, проект 1731.
В серию входят четыре судна:
- «Андрей Коробицын» — головное судно проекта;
- «Николай Каплунов»;
- «Шуя»;
- «Юрюзань».

## История
Спроектирован в 1966 году в «ЦКБ № 51» (ОАО КБ «Вымпел») в городе Горьком (сейчас Нижний Новгород).
Построен в 1967—1968 году на Ленинградском судостроительном заводе им. Жданова (сейчас Северная верфь) в Ленинграде.
«Андрей Коробицын» — первый спущенный на воду паром-ледокол из четырех однотипных («Андрей Коробицын», «Николай Каплунов», «Шуя», «Юрюзань»). Создан специально для паромной переправы Ломоносов-Кронштадт. В соответствии с Постановлением Совета Министров РСФСР от 22 августа 1968 года № 575 и Приказу Министра речного флота РСФСР от 28 августа 1968 года № 105-пр «О присвоении наименований строящимся ледокольным паромам Северо-Западного речного пароходства» парому «строительный № 351» присвоено имя Андрея Ивановича Коробицына.
Второму парому серии присвоено имя старшего лейтенанта Николая Каплунова, командира пограничного катера «МО-207». 
Существуют также паромы типа «Литва», внешне отличающиеся от Андрея Коробицына отсутствием надстройки с находящимся в ней пассажирским салоном.
Регулярные рейсы между Ломоносовым и Кронштадтом автомобильно-пассажирские паромы-ледоколы совершали с 1969 года по ноябрь 2011 года.

## Характеристики
Паром — однопалубный, двухвинтовой, дизель-электрический с двумя ярусами надстроек по бортам и одной рубкой на шлюпочной палубе.
Высота проезда (в свету) для автомашин над главной палубой 4,3 м обеспечивает перевозку крупногабаритной техники, например фур.
Паром на основной палубе может принять 12 автомобилей «Урал-355М» или более 20 легковых автомобилей.
300 пассажиров размещаются в двухэтажной надстройке (по обеим сторонам автомобильной палубы). Пассажирский салон напоминает внешне салон электрички с той разницей, что окна/иллюминаторы находятся только с одной стороны.
Дополнительно могут приниматься до 90 пассажиров на палубе.
Двухвальная дизель-электрическая силовая установка позволяет судну преодолевать непрерывным ходом со скоростью 1-2 узла сплошной лёд толщиной 60 см и битый лёд толщиной 110 см.

## Интересные факты
Зимняя ледовая автомобильная дорога Ломоносов-Кронштадт существовала до 1966 г, когда появились ледоколы-паромы «Андрей Коробицын» и «Николай Каплунов», а затем «Шуя» и «Юрюзань».
На ноябрь 2011 год движение паромов «Андрей Коробицын» и «Николай Каплунов» официально закрыто. «Шуя», которая всегда была на балансе ВМФ РФ, стоит уже больше 5 лет у причала, а «Юрюзань» по некоторым непроверенным данным — разобрана на запчасти для оставшихся паромов.
На 2022 год остался лишь паром «Шуя», остальные были списаны и два утилизированы.